# Kuhlhasseltia whiteheadii
Kuhlhasseltia whiteheadii là một loài thực vật có hoa trong họ Lan. Loài này được (Rendle) Ames mô tả khoa học đầu tiên năm 1915.